# Michail Devjatiarov junior

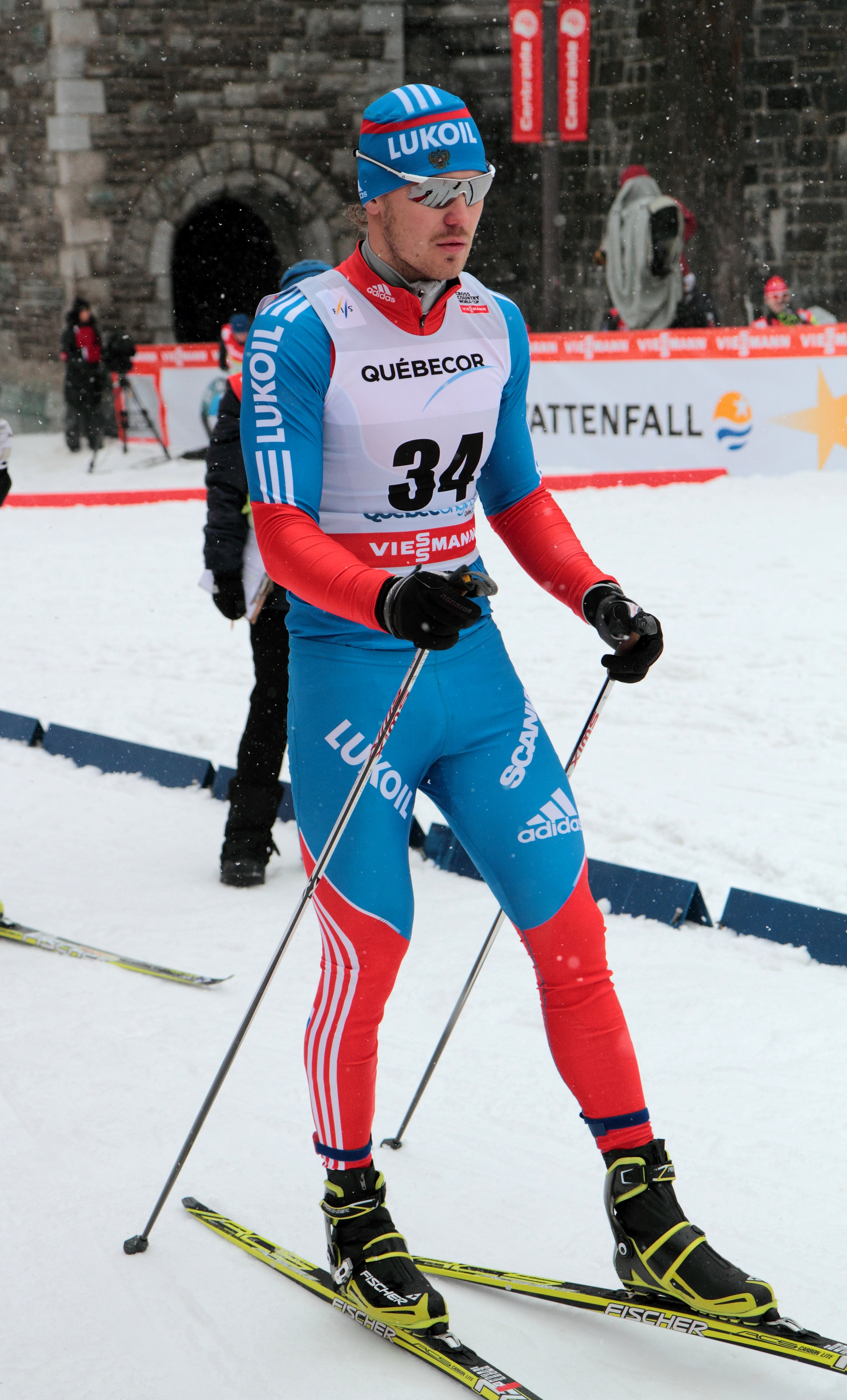
Devjatiarov under en tävling 2012.

Michail Michajlovitj Devjatiarov (ryska: Михаил Михайлович Девятья́ров), född 11 november 1985 i Tjusovoj, är en rysk längdskidåkare som har tävlat sedan 2003.
Hans främsta meriter är en åttondeplats i herrarnas sprint vid OS i Vancouver 2010 och seger i sprinttävlingen runt Stockholms slott 2007.
Hans pappa med samma namn, tävlade för Sovjetunionen och Ryssland 1982 till 1992.